# Cürassier-Regiment Jung-Nassau

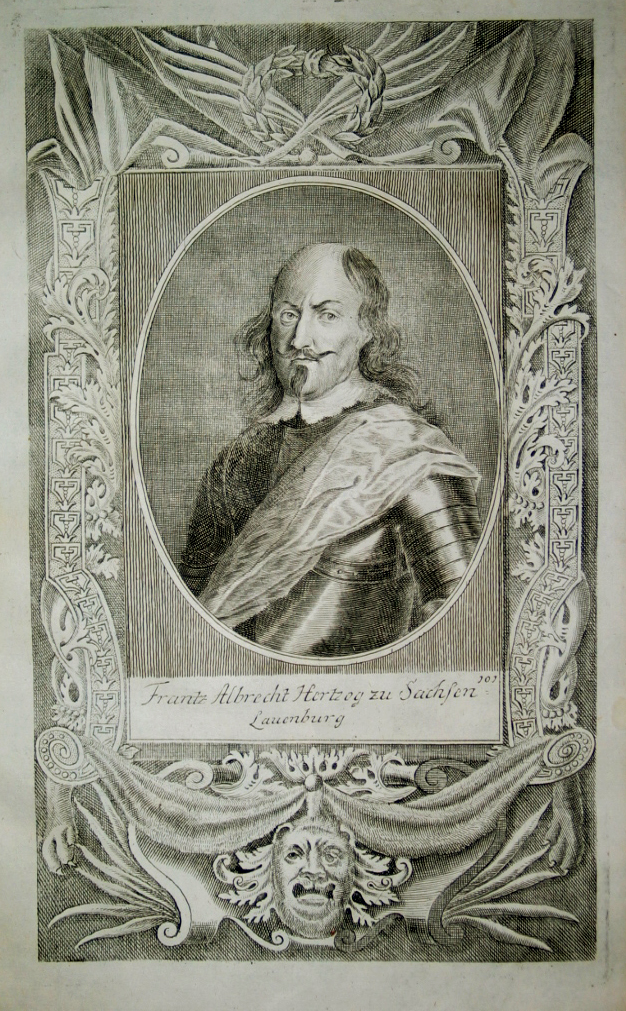
Der erste Regimentsinhaber, Franz Albrecht von Sachsen-Lauenburg

Das Cürassier-Regiment Jung-Nassau war ein Kavallerieverband der kaiserlich-habsburgischen Armee. Erster Regimentsinhaber und Kommandant war der damalige Obrist Herzog Franz Albrecht von Sachsen-Lauenburg.
Das Regiment wurde „Jung-Nassau“ genannt, da es ein zweites nassauisches Regiment gab, es war dies das Regiment des Obrist Graf Ludwig Heinrich von Nassau-Dillenburg und hieß „Alt-Nassau“.

## Formationsgeschichte
- Mit Patent vom 4. Juni 1625 wurde das Regiment in Sachsen aufgestellt.
- 1632 wurde die Einheit mit zwei Kompanien des „reducierten“ (verkleinerten) „Regiment Haagen“ verstärkt. Ebenfalls wurden in diesem Jahr noch Neuanwerbungen vorgenommen.
- 1649: Das Regiment wurde zunächst reduziert und dann aufgelöst.

### Regimentsinhaber
- 1624: Obrist Herzog Franz Albrecht von Sachsen-Lauenburg
- 1632: Obrist/Feldzeugmeister Melchior von Hatzfeld
- 1642: Obrist Christian von Nassau-Siegen[1]
- 1644: Generalfeldwachtmeister/Feldmarschalleutnant Graf Raimondo Montecuccoli
- 1645:  Feldmarschall Melchior von Hatzfeld, Graf von Gleichen
- 1647: Obrist Johann von Mortal
- 1647: Obrist Prinz Moritz Heinrich von Nassau-Hadamar

### Regiments-Kommandanten
- 1625: der Inhaber Obrist Herzog von Sachsen-Lauenburg
- 1629: Obristlieutenant Melchior von Hatzfeld
- 1632: Der Inhaber Obrist Melchior von Hatzfeld
- 1635: Obristlieutenant Adolph Krafft
- 1636: Obristlieutenant Fingerling
- 1642: Unklar. (s. o.)
- 1645: Obristlieutenant Franz Schneider
- 1646: Obristlieutenant/Obrist Johann von Mortal
- 1648: Obristlieutenant Graf Siegfried Hohenlohe

## Gefechtskalender

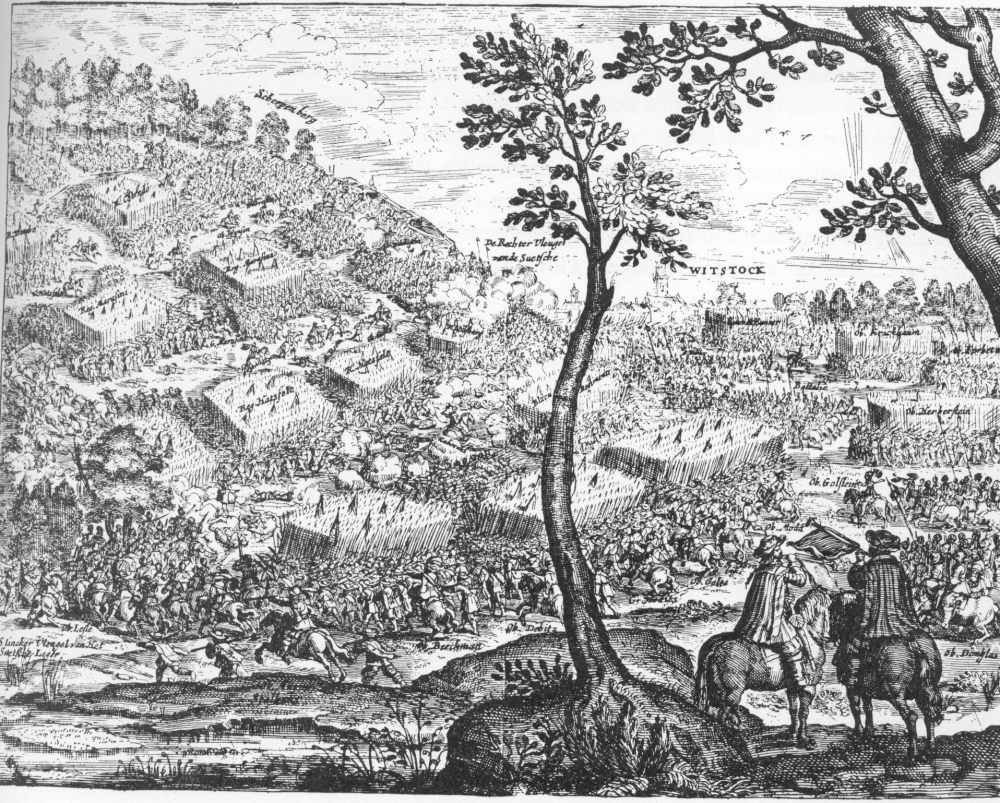
Schlacht bei Wittstock

- Dreißigjähriger Krieg

1626: Nach der Schlacht an der Dessauer Brücke wurde das Regiment nach Ungarn verlegt
1627: Feldzug unter Wallenstein in Norddeutschland
1628: Gefechtstätigkeit im Reich, in Pommern und in Polen
1629 – 1630: Kämpfe mit Auszeichnung in Italien bei Mantua. Der Inhaber wurde vom Kaiser mit einem „Dankesbriefel“ bedacht.
1631: Das Regiment kehrte mit der Armee von Generalfeldzeugmeister Graf Fürstenberg nach Deutschland zurück und kämpfte in der Schlacht bei Breitenfeld
1632: Unter dem Kommando von General Graf Pappenheim stehend traf das Regiment auf dem Schlachtfeld bei Lützen erst am Abend und somit zu spät ein.
1633: dem Corps Holk zugeteilt, ohne besondere Kampftätigkeit
1634: Teilnahme an der Schlacht bei Liegnitz
1635: Das Regiment stand am Oberrhein.
1636: Belagerung von Magdeburg und Schlacht bei Wittstock
1637: Gefecht bei Pegau
1638: Schlacht bei Vlotho
1639: Verlegung nach Böhmen zur Hauptarmee
1640: Gefechte bei Plauen und Ziegenhain
1641: Schlacht bei Wolfenbüttel
1642: Verlegung in das Herzogtum Jülich.
1644: Gefecht mit hessischen Truppen zwischen Düren und Neuss. Unter Montecuccoli Marsch nach Franken zur Verstärkung des Hatzfeld'schen Korps.
1645: Marsch nach Böhmen und Teilnahme an der Schlacht bei Jankau. Noch im gleichen Jahr Rückverlegung nach Franken. Schlacht bei Herbsthausen
1646: Das Regiment stand in Bayern ohne größere Aktionen
1648: Kämpfe in der Schlacht bei Zusmarshausen, ein Teil des Regiments kämpfte unter General Puchheim im Gefecht bei Frauenberg.
1649: Mit der Armee-Reduction (Verkleinerung) als Ergebnis des Westfälischen Friedens wurden mit der kaiserlichen Resolution vom 11. März 1649 30 der 39 Kürassier-Regimenter abgedankt (aufgelöst).

## Gefallene höhere Offiziere
Der Regimentskommandant Christian von Nassau-Siegen fiel am 11. April 1644 bei einem Gefecht mit hessischen Truppen unter Carl von Rabenhaupt zwischen Düren und Neuss.